# Mancomunidad intermunicipal La Sierra del Rincón

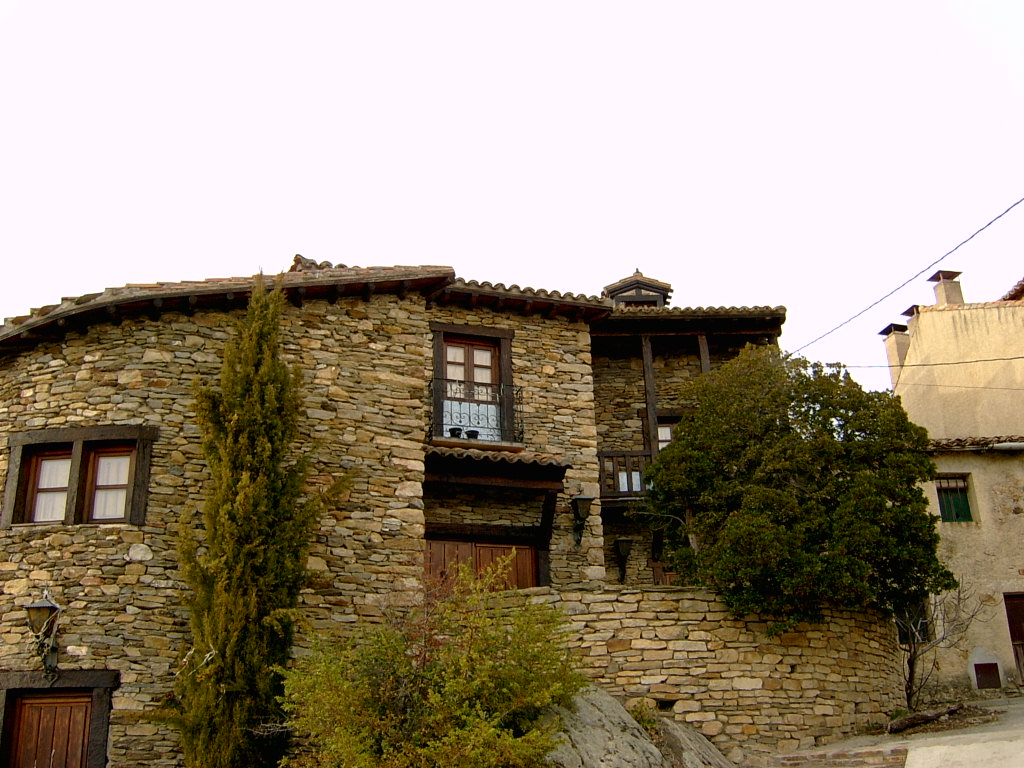
Arquitectura rural típica de la Sierra de Guadarrama (Horcajuelo de la Sierra).

La Sierra del Rincón es el nombre de una mancomunidad de municipios de la Comunidad de Madrid (España). Se encuentra localizada en el extremo nororiental de la provincia de Madrid, lindando con la de Guadalajara y está compuesta por los municipios de La Hiruela, Horcajuelo de la Sierra, Montejo de la Sierra, Prádena del Rincón y Puebla de la Sierra.
Esta mancomunidad se encarga de los servicios públicos básicos que son competencia de los ayuntamientos y que, por su pequeño tamaño, les resulta difícil prestar por separado. Estos son:
Alumbrado público.
Sanidad.
Cementerios municipales.
Educación, cultura, deportes, juventud, mujer y servicios sociales.
Desarrollo local y gestión turística.
Servicio contraincendios, protección civil y objeción de conciencia.
Conservación, explotación, defensa y difusión del medio natural.
Limpieza viaria.
Transporte.
Se trata de municipios de marcada tradición ganadera, actualmente con escasa población pero con una gran riqueza basada en la importancia de sus recursos naturales y culturales.
Dentro de la mancomunidad merece especial mención el nacimiento del río Cocinillas y el Hayedo de Montejo, declarado en 1974 "Sitio Natural de Interés Nacional" y considerado uno de los parajes más singulares de toda la Comunidad de Madrid.
Todos los municipios que componen la mancomunidad cuentan con importantes muestras de arquitectura tradicional, muchas de las cuales han sido rehabilitadas y transformadas en alojamientos para su aprovechamiento turístico. El turismo rural se ha convertido en uno de los principales recursos económicos de la zona que cuenta con abundantes infraestructuras y equipamientos turísticos.
La Unesco, a través del Consejo Internacional de Coordinación del MaB (Programa Hombre y Biosfera), reconoció el 30 de junio de 2005 a la Sierra del Rincón como Reserva de la Biosfera. Con esta declaración la Comunidad de Madrid consigue su segunda Reserva de la Biosfera.